# 山陽本線特急列車脱線事故
山陽本線特急列車脱線事故（さんようほんせんとっきゅうれっしゃだっせんじこ）とは、1926年（大正15年）に鉄道省山陽本線安芸中野駅 - 海田市駅間で発生した列車脱線事故である。
この事故を起こした特別急行第1列車（事故後の1929年に「富士」と命名）は、下関駅から関釜連絡船を介してアジア及びヨーロッパを連絡する国際連絡運輸の役割を担う日本最高級の列車であり、著名人も多数乗車していたため、世間に大きな衝撃を与えた。
それにも増して、鉄道省関係者は木造車体の脆弱性を指摘されることになり、日本で新造される客車が鋼製に切り替わる契機になったとよく言われるが、関係者によると、この事故の数年前から鋼製車体の開発は行われており、たまたま完成間近にあった事故だ、とされている（後述）。

## 事故の概略

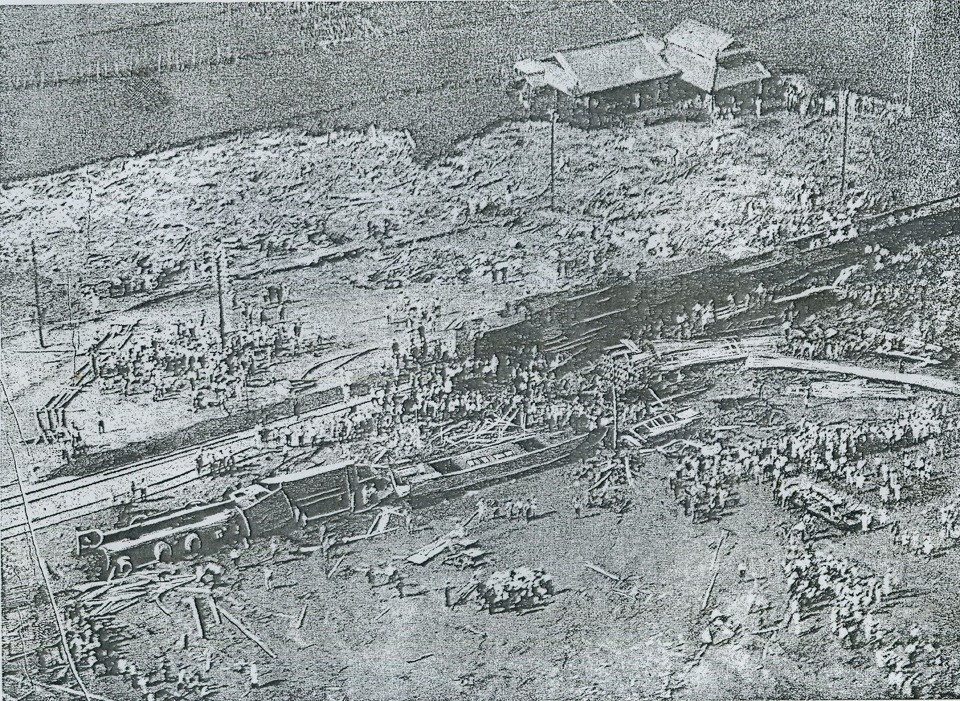
事故現場の空中写真
（大阪朝日新聞より）

1926年（大正15年）9月は日本各地で風水害の被害が発生しており、広島市も9月11日には集中豪雨に襲われた。安芸郡では瀬野川支流の畑賀川の堤防が決壊し、土俵1000余俵をもって応急修理がなされた。しかしながら、山陽本線の畑賀川橋梁下に堆積した土砂の撤去までは至らず、河床が上昇して氾濫が起きやすい状況になっていた。
9月23日、前日の9時30分に東京駅を出発し下関に向かっていた下り特急第1列車は、18900形蒸気機関車28977号（後のC51形178号機）が11両の客車（22000系・28400系）を牽引する編成であった。途中停車駅の糸崎駅を1時46分に出発し広島駅に向かっていた同列車は、中野村（後の瀬野川町、現在の広島市安芸区）にある安芸中野駅を定刻から3分遅れて3時28分に通過。そこから少し離れた神戸起点295.6 km付近の築堤が、豪雨による畑賀川決壊によりあふれ出た水によって破壊され、築堤が崩壊し、線路が浮き上がっていた。見回りをしていた消防団員が危険を察知し踏切番に急停車の信号を依頼したが間に合わず、3時30分、崩壊地点にさしかかった特急列車は脱線転覆した。事故の5分前には現場を下り貨物列車が無事に通過しており、僅かの差で遭難することになった。
見回りをしていた消防団員の機転により消防団員が招集され救助活動が行われたが、前方に連結されていた木造客車（二等寝台車など）は大破しており、乗務員を含む34名が死亡した。犠牲者には当時の鹿児島市長の上野篤（上原謙の義理の従兄）など社会的に地位が高い人物も多く、外国人2名も含まれていた。また、負傷しなかった乗客の中には第1師団司令部附の寺内寿一少将（後の陸軍大臣。終戦時、南方軍総司令官、元帥陸軍大将）や、後に小田急電鉄名誉会長になった安藤楢六が含まれていた。
事故の犠牲者を悼む慰霊碑は、安芸中野駅そばの専念寺の境内に建立されており、仏像の台座に犠牲者の氏名が刻み込まれている。
| \| 機関車 28977 \| オニ 27872 \| オニ 27880 \| スロネ 28504 \| スロネ 28502 \| スロネ 28501 \| スロ 29006 \| スロ 29002 \| オシ 28607 \| オイネ 28108 \| スイネ 28124 \| ステン 28070 \| \| 乗客数 \| \| \| 14 \| 17 \| 20 \| 24 \| 20 \| 0 \| 8 \| 5 \| 0 \| - ■色は、脱線または破損した車両。 |            |            |              |              |              |            |            |            |              |              |              |
| 機関車 28977 | オニ 27872 | オニ 27880 | スロネ 28504 | スロネ 28502 | スロネ 28501 | スロ 29006 | スロ 29002 | オシ 28607 | オイネ 28108 | スイネ 28124 | ステン 28070 |
| 乗客数 |            |            | 14           | 17           | 20           | 24         | 20         | 0          | 8            | 5            | 0            |

## 事故の原因
増水により路盤が流出したことが主原因とされている。
また、本事故ではテレスコーピング現象の発生が被害を拡大させた。前方の車両が停車した際、停車していない後方車両が速度差によって台車に乗り上げて突っ込み車体を破断させるため、とくに中が空洞な鉄道車両においては多くの被害を出す。この時代は客車の編成長が長く重量も大きくなっていた頃であり、被害はより拡大した。

## 事故後の対策
現場付近の恒久的な対策として、従来の築堤をかさ上げするとともに、脱線箇所である神戸起点295.6km付近の築堤については、再び地盤が浸食によって崩壊することのないように、盛土構造とはせず、全長20mの橋桁が掛けられた。この橋は下に道路も水路もない構造になっているが、洪水の際に溢れ出た水の逃げ道にするための工夫である。畑賀川に掛かる鉄橋も嵩上げと中央橋脚の撤去が行われた。慰霊碑は安芸中野駅近くにある専念寺境内に建立されている。

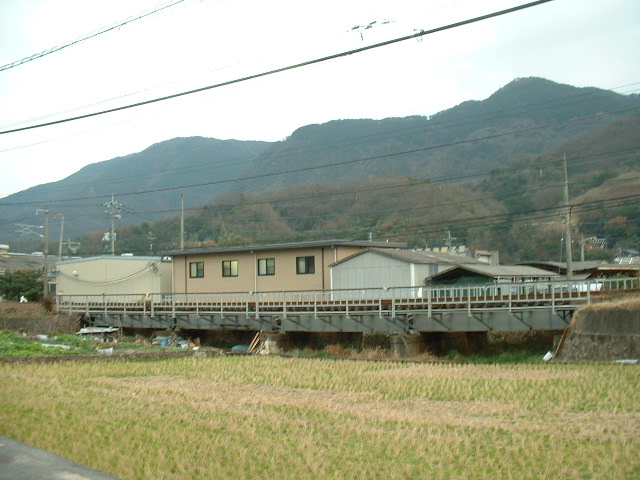
現在の事故現場（2007年1月）
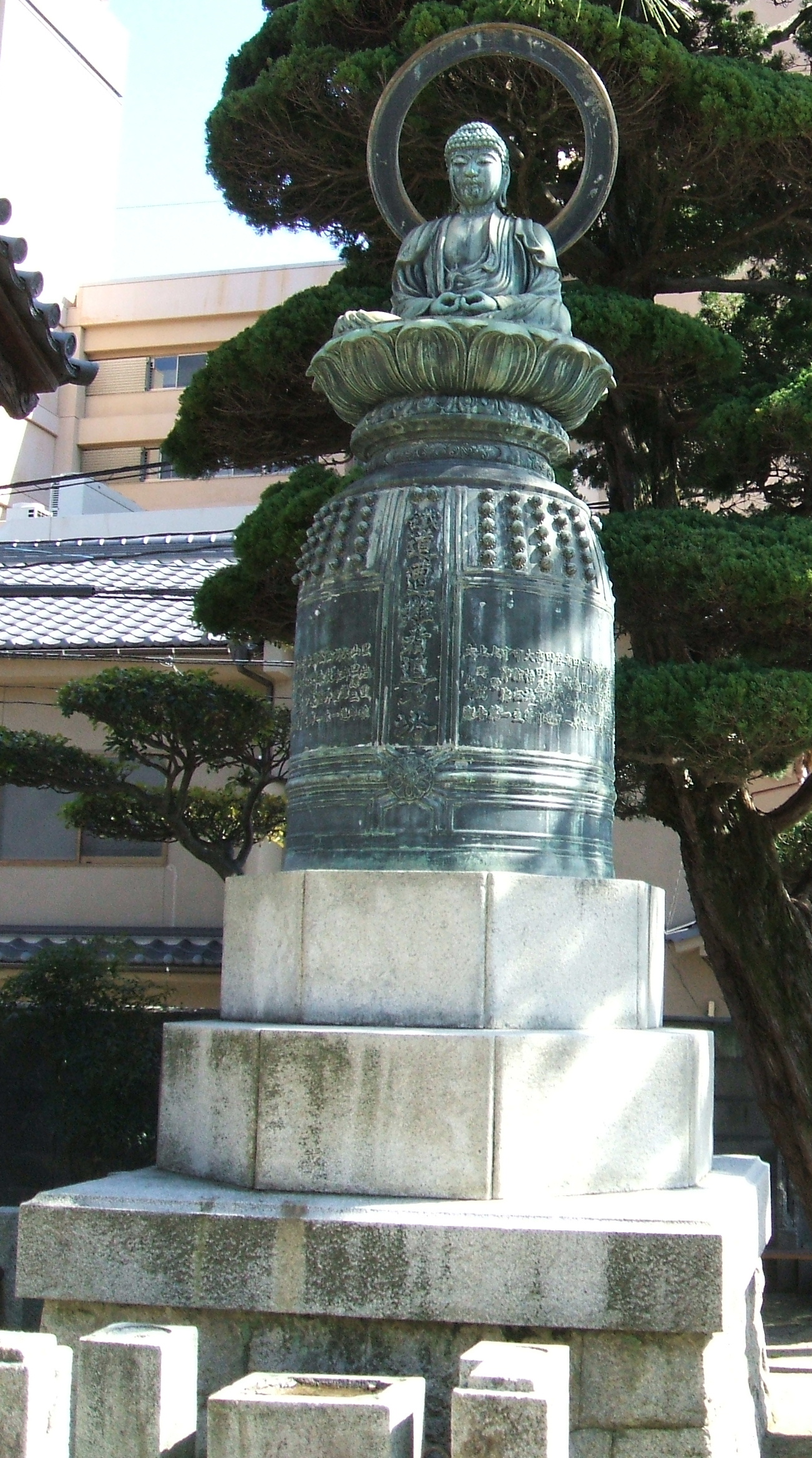
事故の慰霊碑（専念寺境内）

## 鋼製客車製造開始との関連性について
本件事故においては木造客車の脆弱性が犠牲者を増加させた原因と指摘されたため、鉄道省は翌1927年（昭和2年）度の車両新造計画から木造客車の枠を抹消し、車体を鋼製としたオハ31形などに切り替えたという言説が広く流布されている。
しかし、鉄道省によれば本件事故と鋼製客車の開発は全くの無関係であり、事故から3年前の1923年（大正12年）頃には乗客の安全確保等を理由に客車鋼製化の構想が持ち上がっており、外国産鋼製車の比較調査を経て、事故の1年以上前の1925年（大正14年）には試験設計計算が済んでいたとされる他、この設計の中心的だった朝倉希一も鋼製化についての話で以下のように述べている。
また、朝倉はこの後「鋼製客車と木造客車の混結時に起きた事故」という話題を出しているが、本件事故については一切触れていない。
結果から言ってしまうと、この後の運転速度向上もあって、鋼製車両であっても「ウワモノ」に過ぎない車体の“面”の部分に頑強な台枠が激突すればひとたまりもないことも徐々に明らかになっていった。